# Mr. Brooks
Mr. Brooks is een film uit 2007 onder regie van Bruce A. Evans.

## Verhaal
Earl Brooks lijkt een normale man met een vrouw Emma, dochter Jane en een succesvolle carrière. Hij is echter verslaafd aan de kick van het moorden. Mr. Brooks is de Thumb Print Killer die de politie maar niet kan vinden, omdat hij zijn moorden zorgvuldig plant en geen sporen achterlaat, behalve twee duimafdrukken per moordlocatie. Mr. Brooks wil eigenlijk niet moorden denkt hij, maar zijn alter ego blijft erop hameren dat hij niet anders kan.
Na jarenlang niet gemoord te hebben, geeft hij weer toe aan de neiging. Hij schiet een vrijend stel in hun eigen slaapkamer neer, maar komt er tot zijn schrik achter dat hun gordijnen open waren. Hoewel hij deze snel sluit, komt rechercheur Tracy Atwood erachter dat deze naar alle waarschijnlijkheid toch open waren tijdens de moord. Volgens overburen uit verschillende appartementen aan de overkant van de straat, vree het stel namelijk altijd met de gordijnen open. Een van die overburen, Mr. Smith, staat de volgende dag op Mr. Brooks kantoor met foto's van het moment waarop hij die betrapt heeft. Mr. Smith wil er niet mee naar de politie, maar een keer mee met Mr. Brooks naar een moordpartij. Na door Atwood te zijn bezocht in verband met haar onderzoek, neemt Mr. Smith bovendien haar kaartje mee naar Brooks om hem te laten weten dat zij achter hem aan zit. Deze ontwikkelt daarop een fascinatie voor de vrouw.
Atwood is de eigenaar van ongeveer zestig miljoen dollar en zal na de dood van haar vader nog veel meer erven. Ze is echter 'gewoon' politieagent geworden om te bewijzen dat ze haar eigen persoon is. Ze ligt in scheiding met haar jongere man Jesse Vialo die haar puur voor het geld strikte en nu een miljoenenbedrag van haar wil voor de scheiding. Daarmee wil hij samen met zijn advocate en minnares Sheila een gepamperd leven gaan leiden. Wanneer Mr. Brooks dit te weten komt, weet hij wie zijn volgende slachtoffers worden, waar hij Mr. Smith mee naartoe zal nemen.
Ondertussen heeft rechercheur Atwood nog een tweede probleem. De moordenaar Thornton Meeks, die zij destijds in de gevangenis stopte, is op vrije voeten en heeft het op haar voorzien. De gekwelde Mr. Brooks ziet het probleem van zijn moordobsessie intussen ook groter worden. Een klasgenoot van zijn dochter is vermoord met een bijl. Haar verhaal zit zo slecht in elkaar, dat hij weet dat zij het gedaan heeft. Ze heeft zijn moordlustige neiging in haar genen.

## Rolverdeling
| Acteur             | Personage        |
| ------------------ | ---------------- |
| Kevin Costner      | Mr. Brooks       |
| Demi Moore         | Detective Atwood |
| William Hurt       | Marshall         |
| Dane Cook          | Mr. Smith        |
| Jason Lewis        | Guy              |
| Steve Coulter      | Roger            |
| Marg Helgenberger  | Ms. Brooks       |
| Danielle Panabaker | Jane Brooks      |
| Johann Urb         | Larry            |
| Lindsay Crouse     | Kapitein Lister  |